# 羽東
羽東（はねひがし）は、東京都羽村市の町名。現行行政地名は羽東一丁目から羽東三丁目。住居表示実施済み区域。

## 地理
羽村市の西部に位置し、北西に羽中、北東に五ノ神、南東に川崎、南に玉川と接している。

### 地価
住宅地の地価は、2024年（令和6年）7月1日の地価調査によれば、羽東3-13-12の地点で13万7000円/m2となっている。

## 世帯数と人口
2025年（令和7年）7月1日現在（羽村市発表）の世帯数と人口は以下の通りである。
| 丁目       | 世帯数    | 人口    |
| ---------- | --------- | ------- |
| 羽東一丁目 | 807世帯   | 1,481人 |
| 羽東二丁目 | 278世帯   | 575人   |
| 羽東三丁目 | 540世帯   | 1,189人 |
| 計         | 1,625世帯 | 3,245人 |

### 人口の変遷
国勢調査による人口の推移。
| 年                 | 人口  |
| ------------------ | ----- |
| 1995年（平成7年）  | 4,656 |
| 2000年（平成12年） | 4,342 |
| 2005年（平成17年） | 4,216 |
| 2010年（平成22年） | 3,862 |
| 2015年（平成27年） | 3,658 |
| 2020年（令和2年）  | 3,353 |

### 世帯数の変遷
国勢調査による世帯数の推移。
| 年                 | 世帯数 |
| ------------------ | ------ |
| 1995年（平成7年）  | 1,548  |
| 2000年（平成12年） | 1,523  |
| 2005年（平成17年） | 1,547  |
| 2010年（平成22年） | 1,549  |
| 2015年（平成27年） | 1,536  |
| 2020年（令和2年）  | 1,491  |

## 学区
市立小・中学校に通う場合、学区は以下の通りとなる（2012年6月時点）。
- 区域 : 一丁目〜三丁目 各全域
  - 小学校 : 羽村市立羽村東小学校
  - 中学校 : 羽村市立羽村第一中学校

## 交通

### 鉄道
- 東日本旅客鉄道（JR東日本）
  -  青梅線
    - 羽村駅

### 道路
- 東京都道29号立川青梅線
- 東京都道163号羽村瑞穂線

## 事業所
2021年（令和3年）現在の経済センサス調査による事業所数と従業員数は以下の通りである。
| 丁目       | 事業所数  | 従業員数 |
| ---------- | --------- | -------- |
| 羽東一丁目 | 89事業所  | 580人    |
| 羽東二丁目 | 18事業所  | 141人    |
| 羽東三丁目 | 22事業所  | 147人    |
| 計         | 129事業所 | 868人    |

### 事業者数の変遷
経済センサスによる事業所数の推移。
| 年                 | 事業者数 |
| ------------------ | -------- |
| 2016年（平成28年） | 152      |
| 2021年（令和3年）  | 129      |

### 従業員数の変遷
経済センサスによる従業員数の推移。
| 年                 | 従業員数 |
| ------------------ | -------- |
| 2016年（平成28年） | 827      |
| 2021年（令和3年）  | 868      |

## 施設
- 羽村市立羽村東小学校
- 羽村南郵便局[16]

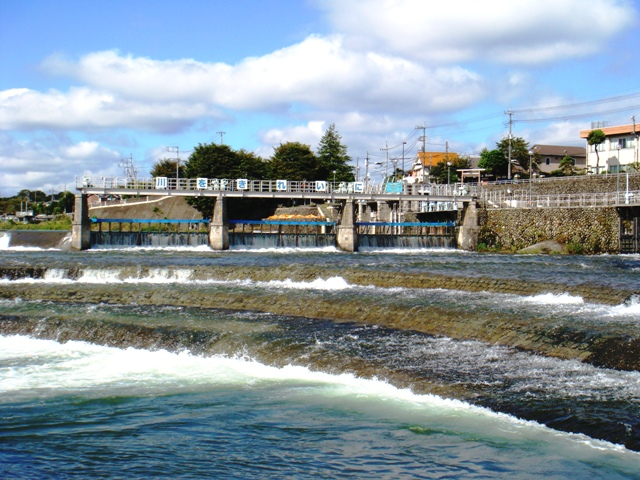
羽村取水堰

- 玉川上水羽村陣屋跡（羽東3-8） - 羽村市指定旧跡[17]。
- 玉川水神社
- 稲荷神社（羽東2-14） - 本殿は羽村市指定有形文化財[17]。
- 禅林寺
- 羽村取水堰
- 羽村橋のケヤキ（羽東3-18-1） - 東京都指定天然記念物[18]。

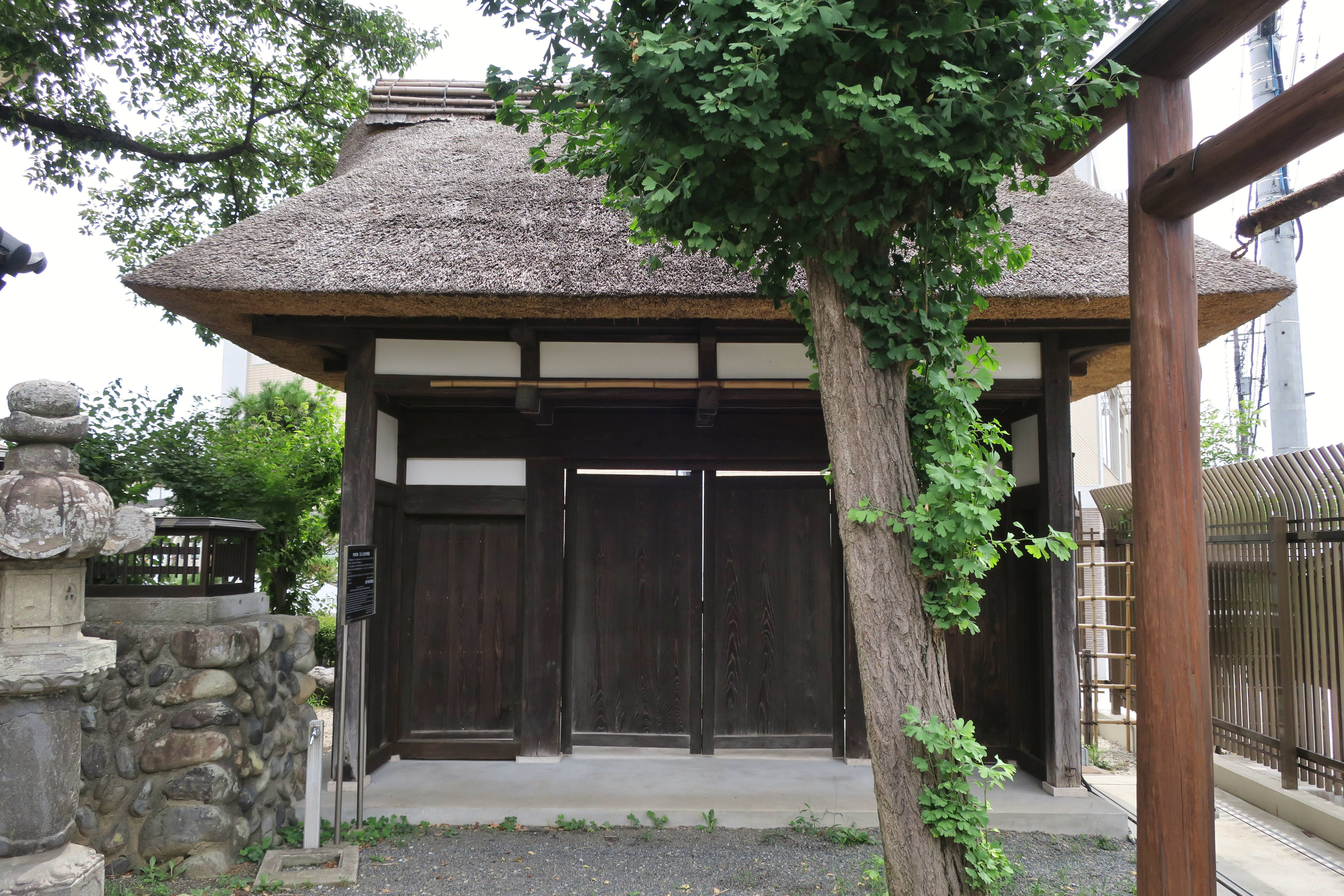
玉川上水羽村陣屋跡
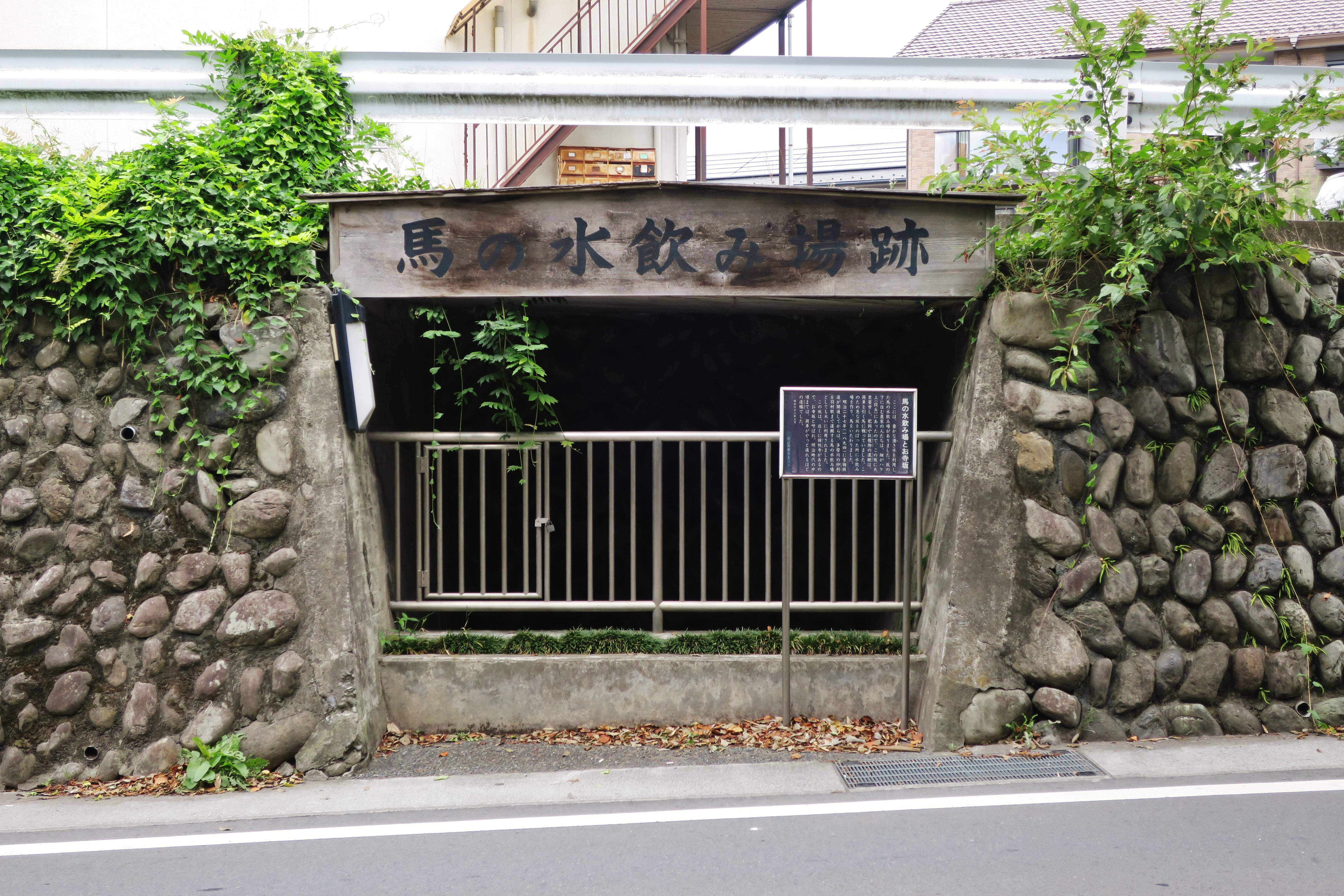
馬の水飲み場跡
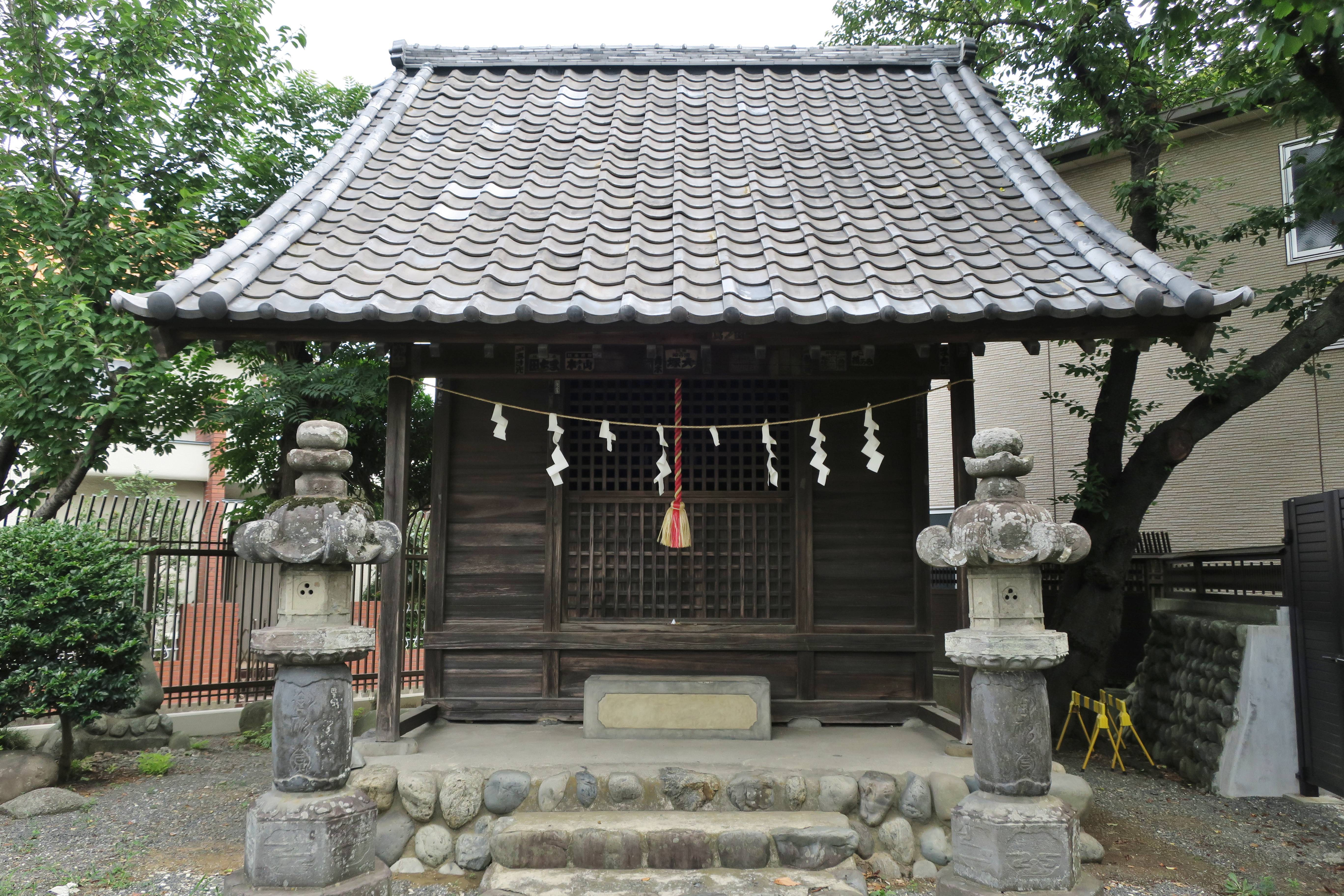
玉川水神社
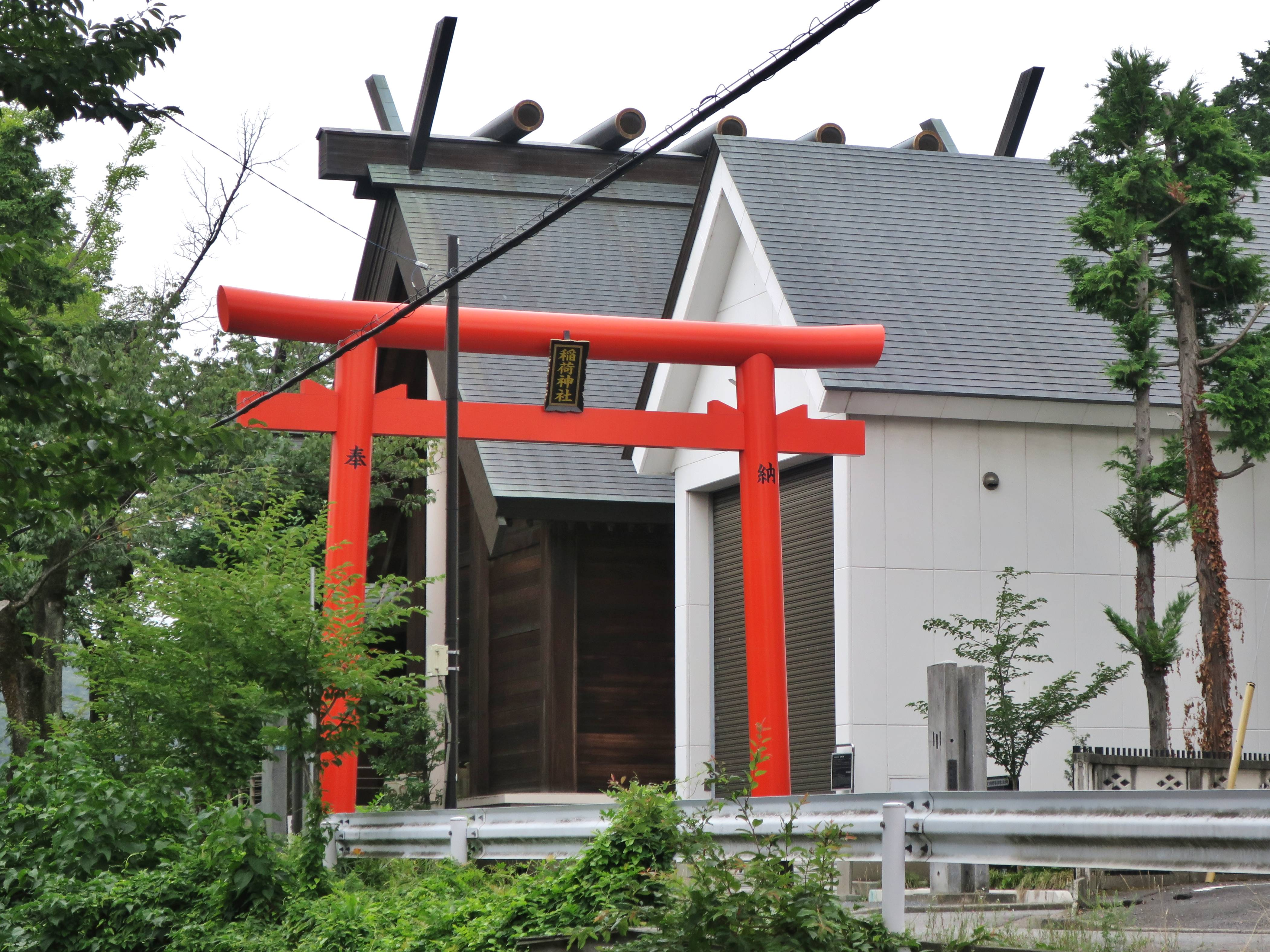
稲荷神社
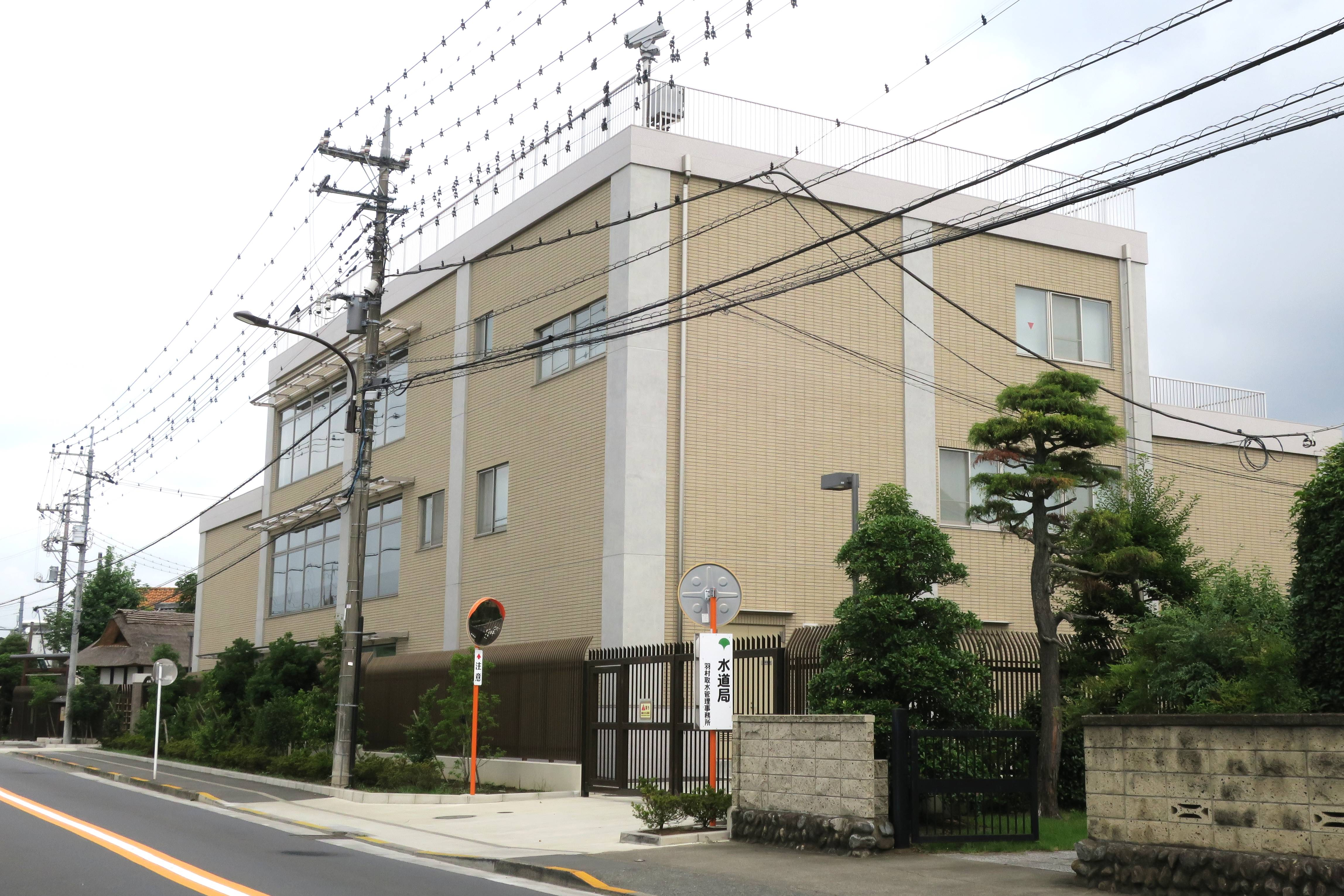
東京都水道局羽村取水管理事務所
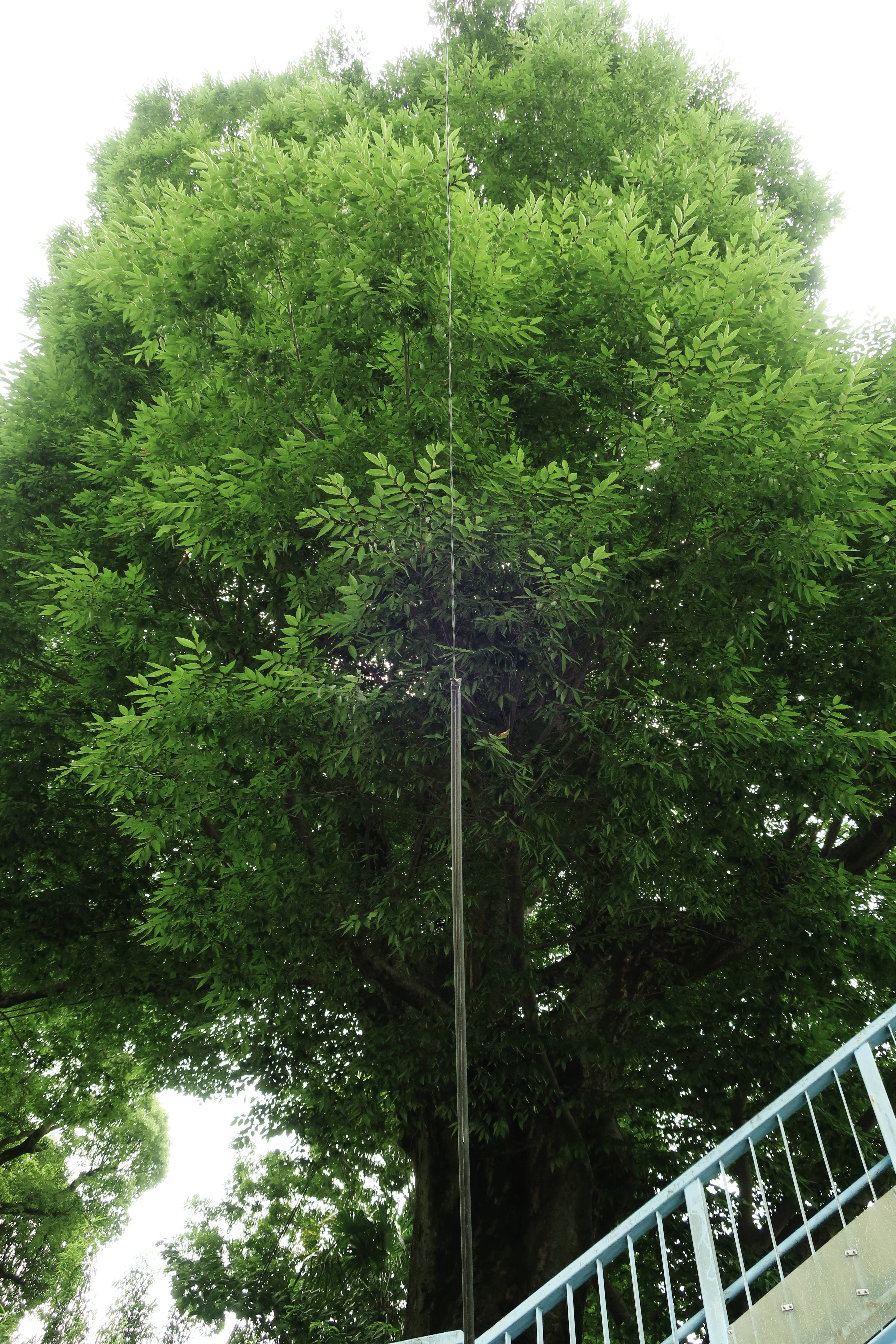
羽村橋のケヤキ

## その他

### 日本郵便
- 郵便番号 : 205-0014[3]（集配局 : 羽村郵便局[19]）。